# 山本荘一郎

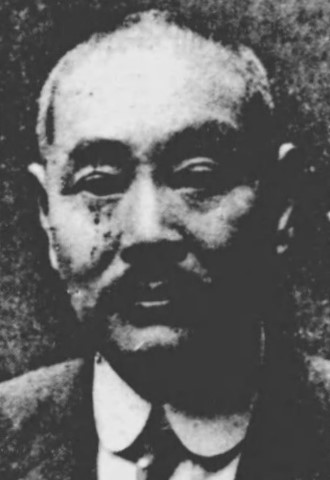
山本荘一郎

山本 荘一郎（やまもと そういちろう、1877年（明治10年）5月19日 - 1940年（昭和15年）12月20日）は、日本の政治家。衆議院議員。

## 来歴
長野県小県郡東内村（現上田市）生まれ。小県蚕業学校（長野県上田東高等学校）卒業後、家業の蚕種製造業に従事し、明治33年（1900年）に村収入役となる。同44年（1911年）小県郡会議員となり、大正12年（1923年）村長に推挙され、また同年長野県会議員となり、昭和6年（1931年）に議長を務めた。昭和7年（1932年）第18回衆議院議員総選挙に立憲政友会から出馬し、当選した。政友会系の小県政友倶楽部を主宰した。
長野県農会副会長、長野県蚕種同業者組合副組合長などを歴任し、昭和6年（1931年）上田市に本店を置く信濃銀行が経営難に陥ると、頭取に就任し、同行の整理を完了させた。